# Хришћански фундаментализам
Хришћански фундаментализам је назив за струју у америчком и британском протестантизму. Настао је крајем 19. и почетком 20. века међу евангелистима. Оснивачи ове струје су устали против либералне теологије и жестоко заступају да је непогрешивост Библије од кључног значаја за право хришћанство које угрожавају модернисти.
Хришћански фундаментализам је као организовани покрет настао у САД током 1920их међу протестанским верницима — превасходно баптистима и презбетеријанцима.
Догме које хришћански фундаменталисти следе су девичанско рођење Исуса Христа, веровање у његов други долазак и потоње узнесење и смак света. Због свог буквалног тумачења Библије, хришћански фундаменталисти одбацују научно прихваћене теорије као што су велики прасак или еволуција. Такође, они су противници абортуса, контрацепције, ванбрачног секса и хомосексуалности.